# 李广仁
李广仁（1917年—2001年7月20日），男，山西寿阳人，中华人民共和国政治人物，曾任上海市人民委员会副市长，中共西安市委书记，中共南昌市委书记。